# Farinelli
Farinelli, s pravim imenom Carlo Maria Broschi, italijanski pevec, kastrat, * 24. januar 1705, Andria, Italija, † 16. september 1782, Bologna, Italija.
Farinelli je bil eden najpomembnejših kastratov 18. stoletja.